# Dorfkirche Wartenberg

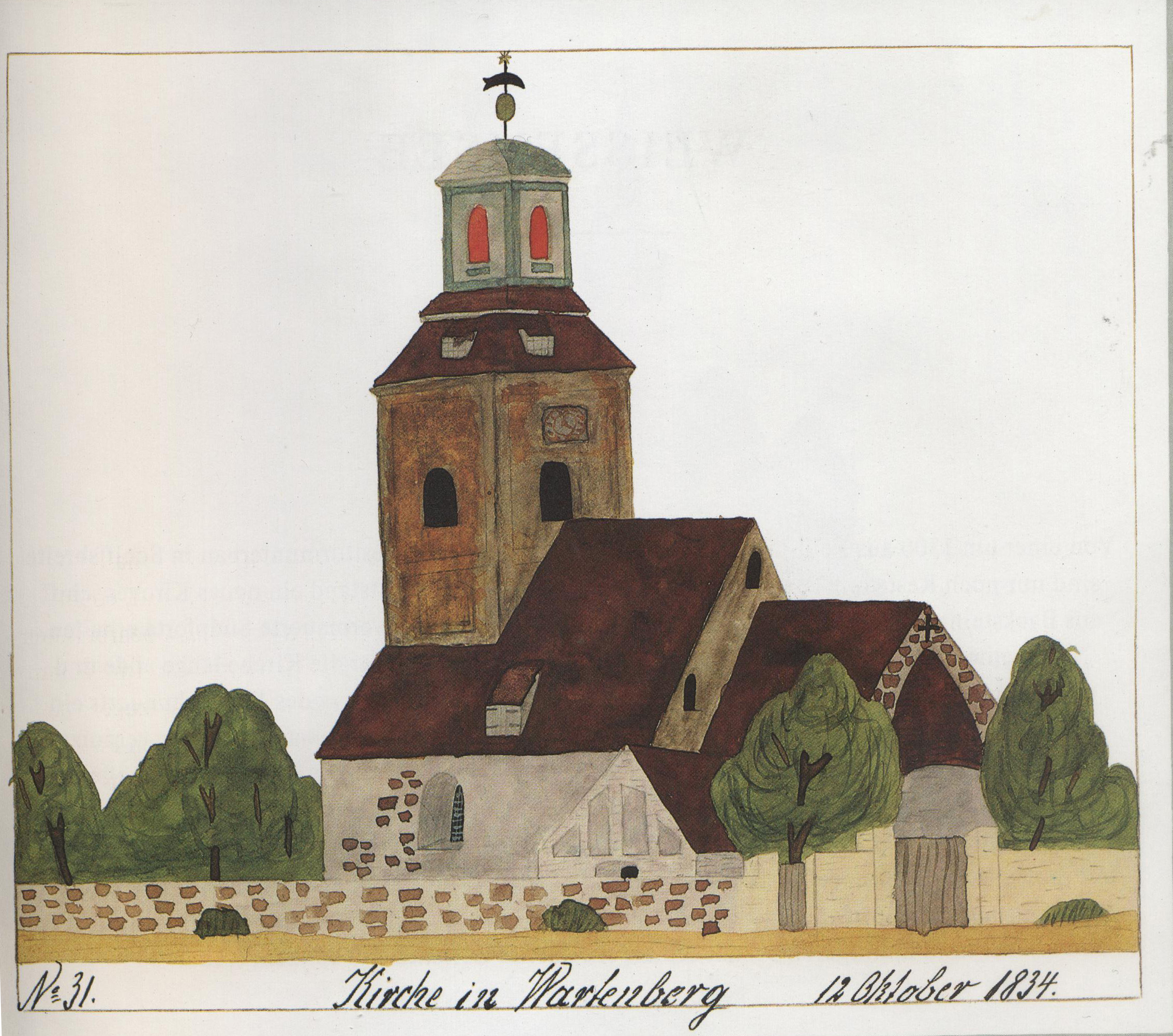
Dorfkirche Wartenberg im Jahr 1834

Die ehemalige Dorfkirche Wartenberg, erbaut im 13. Jahrhundert, war Mittelpunkt des um 1230 von deutschen Zuzüglern gegründeten Dorfes Wartenberg. Der Standort der ehemaligen Kirche und das Dorf Wartenberg liegen durch die Bildung von Groß-Berlin im Jahr 1920 auf dem Gebiet der Stadt Berlin. Die Dorfkirche wurde in den letzten Tagen des Zweiten Weltkriegs gesprengt. Ihre baulichen Reste wurden nach dem Krieg vollständig beseitigt.
Die heutige Kirche Wartenberg ist der Nachfolgebau der alten Wartenberger Dorfkirche an anderem Standort. Sie ist ein modernes Kirchengebäude, mitten in der Großsiedlung Neu-Hohenschönhausen, fertiggestellt im Jahr 2000. Sie ist eine Gemeindekirche der evangelischen Kirchengemeinde Malchow-Wartenberg.

## Baugeschichte
Die Dorfkirche Wartenberg war ein Kirchengebäude mit dem Grundriss einer vollständigen Anlage (besser: vierteilige Apsiskirche) – sie hatte ein Langhaus mit eingezogenem Chor und Apsis sowie einen schiffsbreiten querrechteckigen Westturm. In der Umgebung von Berlin mit rund 50 Dorfkirchen gab es nur drei solcher Gotteshäuser. Alle Bauteile waren in sorgfältig gequadertem Feldsteinmauerwerk errichtet. Die kleinen Fenster hatten Rundbögen, sodass Architekten und Kunstgeschichtler sie als spätromanisch bezeichneten. Dies bedeutet eine Bauzeit von 1250 oder sogar davor.
Unter Kennern galt sie als die schönste Dorfkirche Berlins. Eine Besonderheit war das quadratische Langhaus, das den Gesamtbau kompakt, aber gedrungen wirken ließ. Im frühen 16. Jahrhundert erhielten Schiff und Chor ein spätgotisches Netzrippengewölbe auf figürlichen Konsolen sowie einen Sakristeianbau mit Blendengiebel auf der Chorsüdseite. So ist sie auch auf Wohlers Darstellung von 1834 zu sehen. Diese Zeichnung zeigt, dass die Mauern des querrechteckigen Turms (wie oft üblich) nicht über die Traufhöhe des Langhauses hinausgeführt wurden.

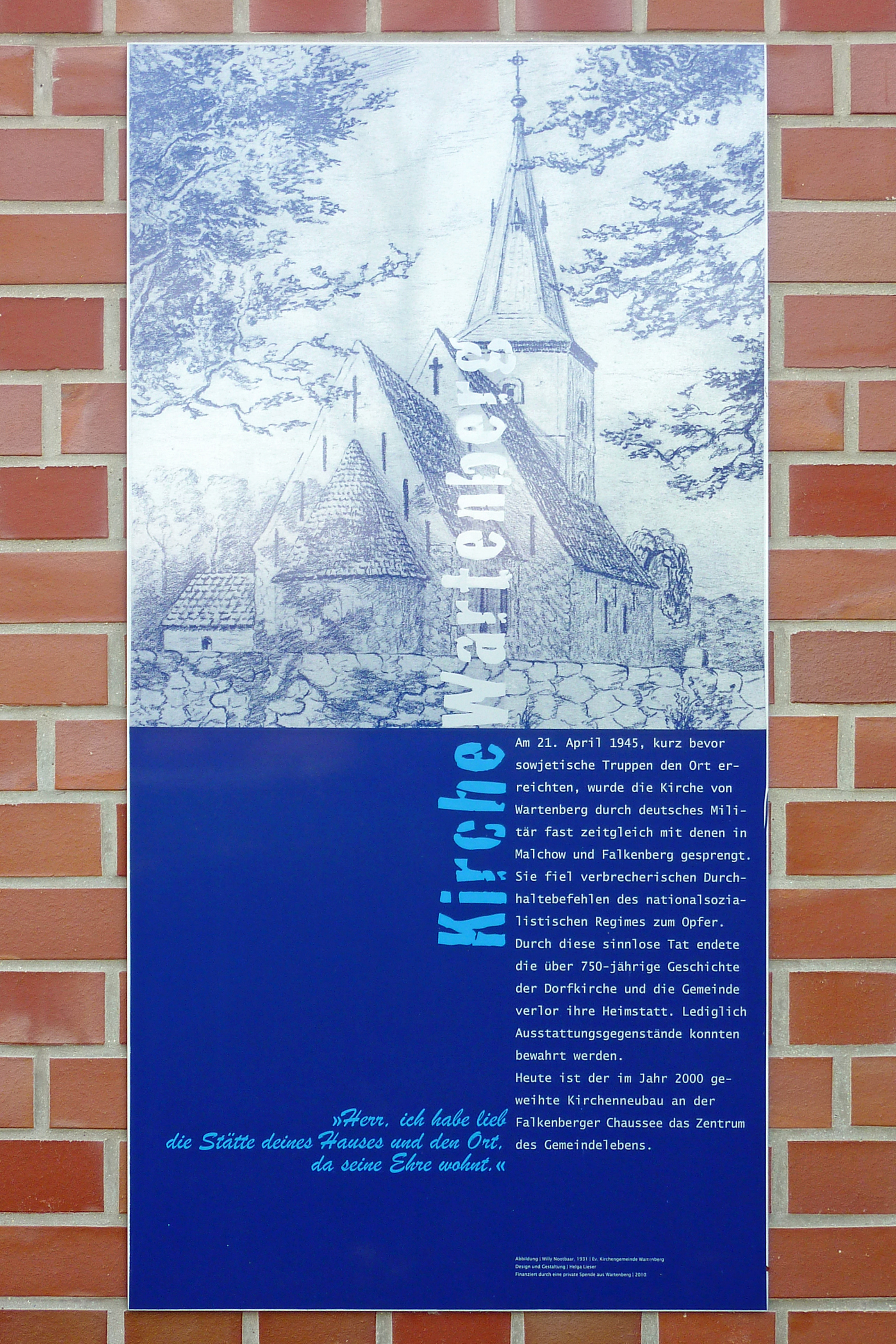
Gedenktafel mit Abbildung aus dem Jahr 1931

Später erhielt die Kirche einen quadratischen, barock wirkenden verputzten Dachturm, der auf dem Mauerwerk der Westwand ruhte und eine Laterne trug. Im Jahr 1834 waren auch einige Flächen des Langhauses verputzt. 1848 wurden die Fenster vergrößert.

## Kriegsfolgen

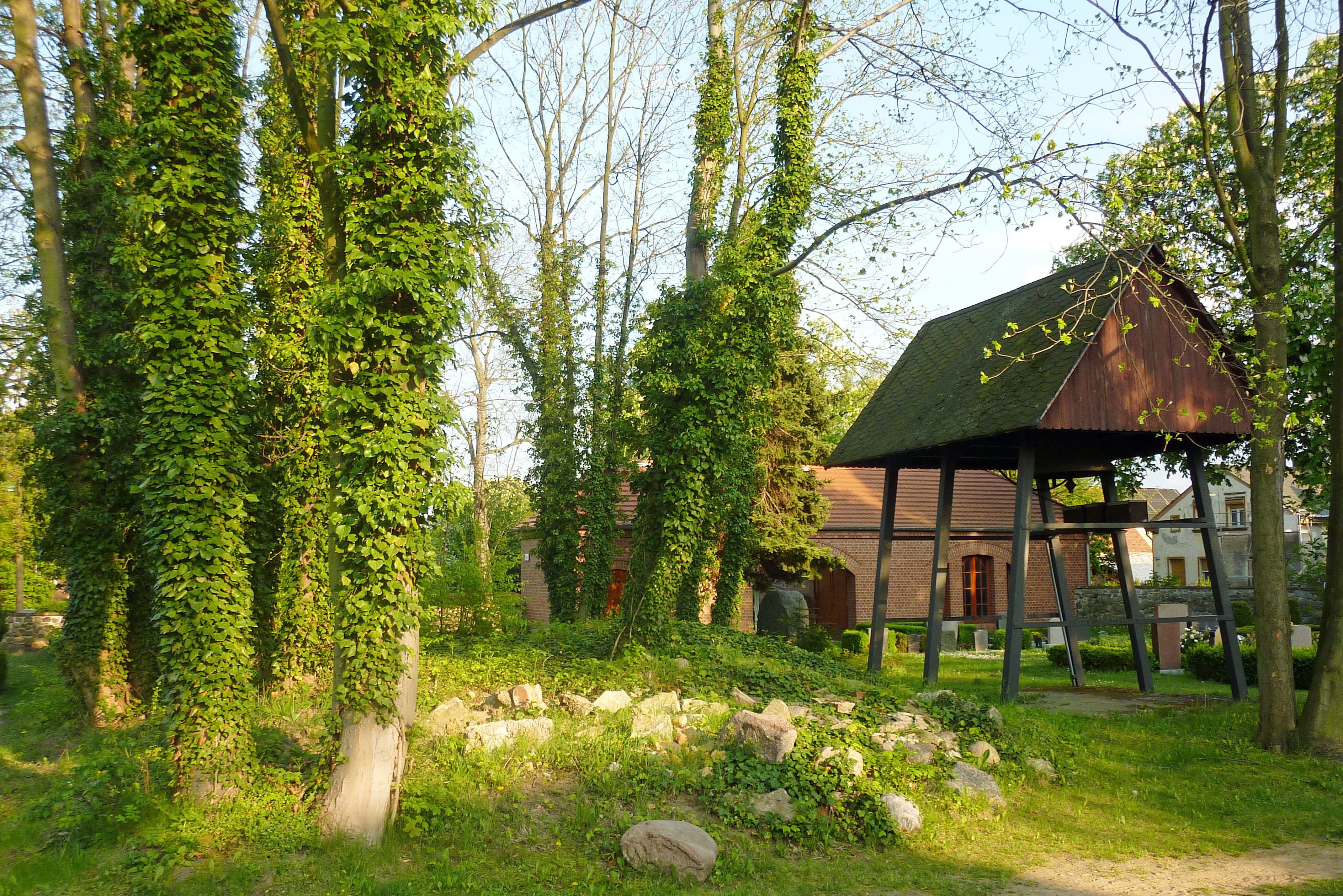
Glockenträger neben dem früheren Standort der Kirche

Am 21. April 1945 sprengten Spezialisten der Wehrmacht die Kirche gemeinsam mit den benachbarten Dorfkirchen von Falkenberg und Malchow kurz vor der Räumung des Dorfs, um der anrückenden Sowjetarmee keine Möglichkeit zu bieten, die Türme als Orientierungspunkte zu nutzen und auf ihnen Artilleriebeobachter zu platzieren.
Die Kirche wurde in den Folgejahren nicht wieder aufgebaut, sondern ihre Reste vollständig beseitigt. Eine dichte Baumgruppe auf dem unter Denkmalschutz stehenden Kirchhof markiert ihren Standort. Daneben ist ein hölzerner Glockenträger aufgestellt. Seit dem Jahr 2010 erinnert eine Gedenktafel am Anbau des Kirchhofs an die historische Kirche.

## Modernes Kirchengebäude aus dem Jahr 2000

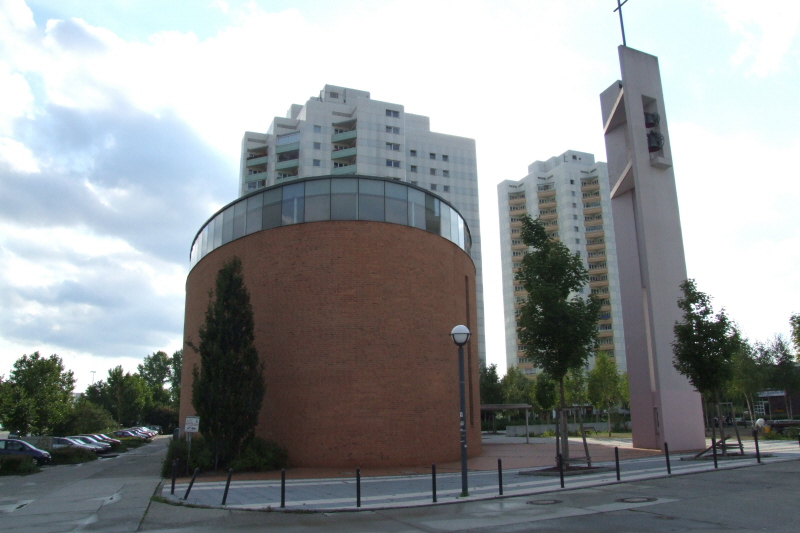
Neue Dorfkirche Wartenberg

Erst nach der politischen Wende bestand die Möglichkeit, am anderen Standort ein neues Kirchengebäude für die Gemeinde zu errichten. Von der früheren Ausstattung war bis auf die Wetterfahne mit der Jahreszahl 1795 und zwei Epitaphien nichts mehr erhalten, sodass Künstler beauftragt wurden, Altar, Kanzel und Taufstein neu zu gestalten. Die neuen Werke stammen aus dem Atelier von Anna Franziska Schwarzbach, die als Material Gusseisen einsetzte, das eine unregelmäßig geformte Oberfläche bildet und – entgegen der sonstigen Vorliebe der Künstlerin, die gern warme rot-braune Töne verwendet – in dunklem Schwarz-Grau gehalten ist. Die Kirchengemeinde hatte auf ein möglichst einheitliches zurückhaltendes Aussehen Wert gelegt, die Rauchglasplatte auf der Kanzel musste zum Sockel passen und auch zu den dunkel gemusterten Fußbodenkacheln. Die Prinzipalien erhielten 1999 ihren Platz im modernen Kirchenschiff. Die oben genannten historischen Teile wurden im Eingangsbereich des Neubaus als Wandschmuck angebracht. Tageslicht fällt in das Gotteshaus, das rundherum verklinkert ist, durch ein umlaufendes klares Fensterband unterhalb der Decke des Hauptschiffs.
Die feierliche Kircheneinweihung erfolgte am 19. Januar 2000. Die neue Dorfkirche im modernen Architekturstil befindet sich an der Falkenberger Chaussee 93 bereits im Ortsteil Berlin-Neu-Hohenschönhausen, schließt sich jedoch unmittelbar an Wartenberg an.
Zehn Jahre nach der Kirchweihe feierten der Ortsteil und die Kirchengemeinde ihr erstes Jubiläum, weswegen die Künstlerin Schwarzbach zu einer Ausstellung ihrer sonstigen Werke eingeladen worden war. Zusätzlich gewannen die Kuratoren den ecuadorianischen Maler und Poeten Diego Gortaire (* 1967, genannt D. Gorter) für die Jubiläumsausstellung. Er präsentierte einen Monat lang Tuschemalerei zu den Themen Natur, Landschaft und Lebewesen auf uralten Landkarten seines Heimatlandes.
Zum Einzugsbereich der evangelischen Kirchengemeinde gehören die Neubau-Großsiedlung Berlin-Neu-Hohenschönhausen sowie die ehemaligen Dörfer Wartenberg und Falkenberg, sowie die Wartenberger Siedlung, die Richtung Lindenberg liegt. Ende des Jahres 2014 zählte die Kirchengemeinde 2030 Glieder.
Außer zu den Kirchenangelegenheiten dient das Gotteshaus auch für öffentliche Kulturveranstaltungen.
Orgel und Glocken
- Zur Kirchenausstattung gehört auch eine kleine Orgel.[4] Sie wurde 2002 von der Werkstatt W. Sauer Orgelbau Frankfurt (Oder) gebaut und verfügt über 15 Register auf zwei Manualen und Pedal.[5]

- Das ovale Kirchengebäude wird von einem schlanken Campanile begleitet, der im Wesentlichen aus zwei aufragenden schmalen Betonscheiben besteht, die im oberen Teil durch Querträger verbunden sind. Er ist mit zwei frei hängenden Eisenhartgussglocken bestückt, die 1959 von der Gießerei Schilling & Lattermann hergestellt wurden.[6]

| Name        | Durchmesser | Gewicht | Schlagton | Inschrift                                         |
| ----------- | ----------- | ------- | --------- | ------------------------------------------------- |
| Totenglocke | 890 mm      | 290 kg  | des"      | FRIEDE AUF ERDEN ++ DEN MENSCHEN ZUM WOHLGEFALLEN |
| Betglocke   | 600 mm      | 130 kg  | f"        | GOTT MIT UNS ++ WIR BITTEN DICH ERHÖRE UNS        |